# Житомирський академічний обласний театр ляльок
Жито́мирський академі́чний обласни́й теа́тр ляльо́к — обласний академічний театр ляльок у місті Житомирі.

## Загальна інформація
Театр розташований в історичному центрі Житомира в пішохідній зоні за адресою:
вул. Михайлівська, 7, м. Житомир-10014 (Україна).
Директор театру — Сергій Леонідович Мисечко, головний режисер — Юрій Тарасенко, головний художник — Віктор Дацун.

## Історія
Датою утворення Житомирського театру ляльок вважається 1 грудня 1934 року, коли в місті при драматичному пересувному театрі облпрофради було організовано єдиний у області театр ляльок. Театр було створено під керівництвом акторки З. О. Пігулович. В репертуарі театру була вже відома й популярна на той час дитяча вистава «Юра-Замазура».
Під час Другої Світової війни театр був евакуйований до міста Шевченко (тепер Актау, Казахстан). Повернення до рідного міста, фактично друге народження Житомирського театру ляльок було ознаменовано виставою для дорослих «Як Гітлер чорту душу продав», поставленою талановитим режисером Тетяною Нікітіною-Станіславською (1944).
Понад 20 років, упродовж 1951—74 років, театр очолював О. Ф. Фомін. Серед найпомітніших вистав цього часу були: «Сорочинський ярмарок», «Ще раз про Червону Шапочку» тощо.
У 1974—88 роках режисером була Людмила Онищенко. Вона використовувала тростьові, планшетні ляльки. Її вистави йдуть з успіхом і до сьогодні.
Починаючи від 1996 року Житомирський ляльковий театр очолює заслужений працівник культури України Стрєльцов Віталій Дмитрович.
12 листопада 2007 року Житомирському обласному театру ляльок Наказом Міністерства культури і туризму України присвоєно почесне звання академічного. Новий статус закладу став визнанням заслуг колективу та його творчих можливостей на державному рівні.
10 листопада 2021 року комісія Житомирської обласної ради з питань бюджету та фінансів підтримала виділення коштів на ремонтно-реставраційні роботи Житомирського обласного театру ляльок спрямують за 4 млн 998 тис. грн.

## Чинний репертуар, колектив і діяльність
Нині у репертуарі Житомирського академічного обласного театру ляльок понад 30 вистав, більшість з яких поставлені за найкращими творами української та зарубіжної класики.
Зокрема, афіша театру постійно містить такі вистави: «Івасик та Змія» Ю. Чеповецького, «Кришталевий черевичок» Т. Габбе, «Кіт у чоботях» Ш. Перро, «Казка про попа та його робітника Балду» О. Пушкіна, «Найкращий у світі Карлсон» В. Орлова та В. Морозова тощо. Багато років із незмінним успіхом йдуть вистави за мотивами українських народних казок — «Зачарована рукавичка» І. та Я. Златопольських, «Колобок-Колобок» В. Іванова, «Казка про Лисицю» О. Трусова.
У Житомирському академічному обласному театрі ляльок працює 56 працівників, зокрема, у творчій трупі — 12 акторів. Серед них — актриси вищої категорії Т. П. Янко Т. П., Т. А. Доскоч Т. А., Т. І. Соловйова.
Від 1989 року головним режисером є Юрій Тарасенко — у своїх виставах він використовує обрядовість, етнографічні елементи, будує вистави на спеціальних системах ляльок: тіньові («Клоунада для дитсада»), маріонетки («Метелик та бантик»), ляльки-предмети («Всі миші люблять сир»).
Велика увага в театрі приділяється так званим соціально орієнтованим виставам, зокрема тим, що знайомлять дітей з правилами дорожнього руху та протипожежної безпеки (здійснені постановки вистав «Коли співають світлофори» М. Азова, «Таємниця трьох „Ні“» Л. Новогрудського, «Небезпечна гра» А. Замостьєва та В. Замараєва тощо).
До Новорічних свят театр постійно готує нові інтермедії (вистава «Дід Мороз і Шапокляк» С. Єфремова, 2003; «Чудеса щедрого вечора» Ю. Тарасенка, 2004 та ін).
Для юних глядачів у театрі відкрито дитячу кімнату «Країна Грайландія», де перед переглядом вистави на дітей чекають різноманітні забави. А ювілейного 2005 року у театрі ляльок з'явилися «Родинні вечори» — театралізовані родинні свята, де відвідувачі можуть не лише подивитися виставу, але й діти разом із дорослими взяти участь в іграх та конкурсах.
Має Житомирський академічний обласний театр ляльок і вистави для дорослих — так, спектакль «Мій хазяїн Дон Жуан», прем'єра якої відбулася 2005 року, в червні 2006 року на V Міжнародному фестивалі театрів ляльок у місті Катовиці (Польща) отримала спеціальну відзнаку «Диплом гоноровий».
Житомирський обласний театр ляльок є також лауреатом Міжнародних фестивалів «Подільська лялька» (м. Вінниця, на базі місцевого лялькового театру) 2001, 2003 та 2007 років.